# Robin Lopez
Robin Byron Lopez (Los Ángeles, California, 1 de abril de 1988) es un jugador de baloncesto estadounidense que se encuentra sin equipo. Mide 2,16 metros, y juega en la posición de pívot.
Es hermano gemelo del también jugador de baloncesto Brook Lopez.

## Trayectoria deportiva

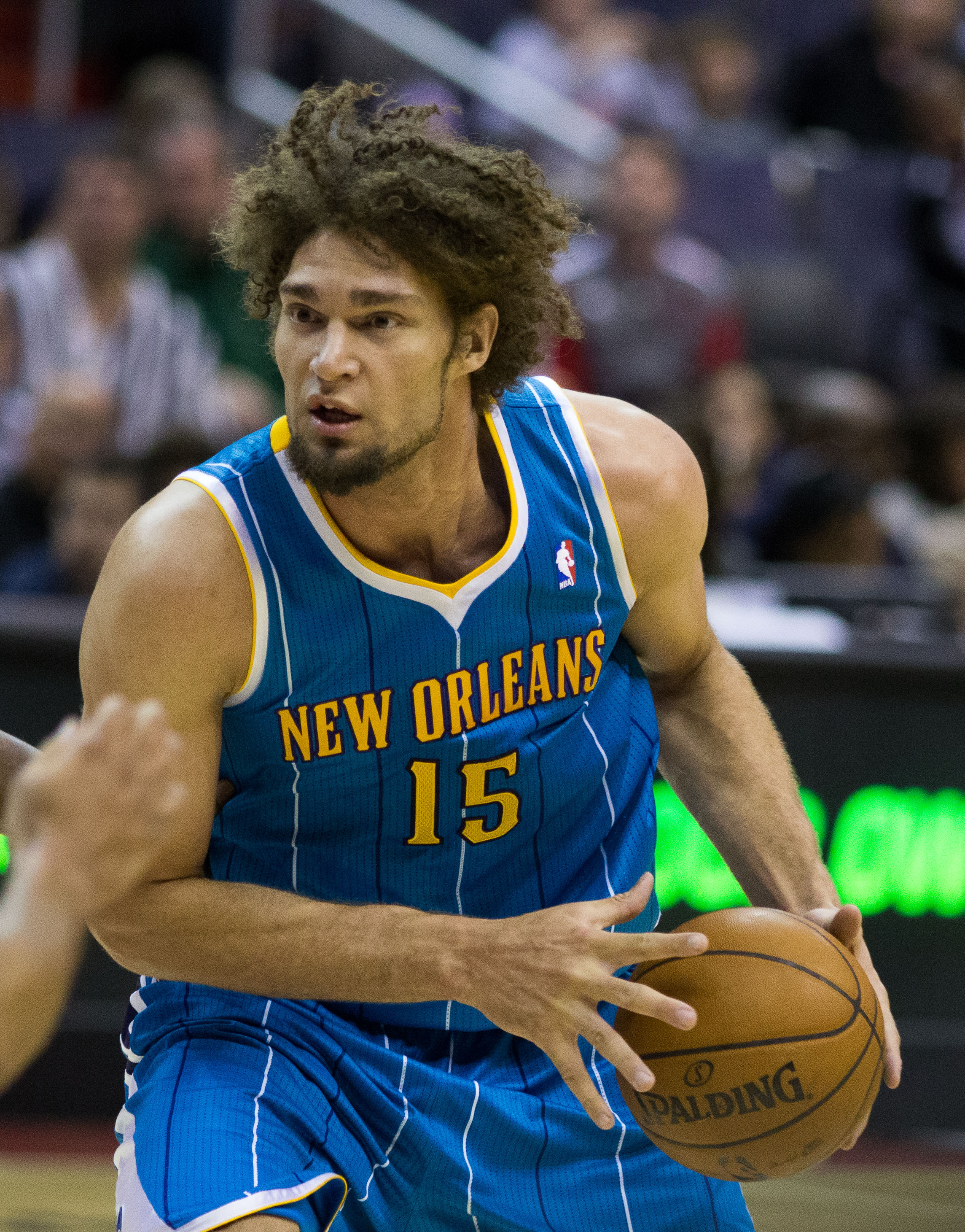
Lopez con los Hornets en 2013.

### Universidad
Jugó durante dos temporadas junto con su hermano con los Cardinals de la Universidad de Stanford. En su primera temporada promedió 7,5 puntos, 5,5 rebotes y 2,2 tapones, liderando la Pacific Ten Conference en ese apartado. Junto con su hermano, pusieron más tapones en una temporada que 7 equipos de su misma conferencia. En su segunda temporada  promedió 10,2 puntos, 5,7 rebotes y 2,3 tapones (2º de la Pac-10). fue elegido en el mejor quinteto defensivo de su conferencia.
En marzo de 2008, tanto él como su hermano anunciaron su intención de presentarse al Draft de la NBA.
En el total de su trayectoria universitaria promedió 8,9 puntos y 5,6 rebotes por partido.

#### Estadísticas
| Año     | Equipo   | PJ | PT | MPP  | %TC  | %3P   | %TL  | RPP | APP | ROB | TPP | PPP  |
| ------- | -------- | -- | -- | ---- | ---- | ----- | ---- | --- | --- | --- | --- | ---- |
| 2006–07 | Stanford | 31 | 31 | 24.0 | .480 | .000  | .545 | 5.5 | .9  | .2  | 2.4 | 7.5  |
| 2007–08 | Stanford | 36 | 30 | 24.5 | .534 | 1.000 | .652 | 5.7 | .6  | .5  | 2.3 | 10.2 |
| Total   | Total    | 67 | 61 | 24.3 | .511 | .500  | .612 | 5.6 | .8  | .3  | 2.3 | 9.0  |

### Profesional
Fue elegido en la decimoquinta posición de la primera ronda del Draft de la NBA de 2008 por Phoenix Suns, equipo por el que firmó contrato en julio de 2008.
En julio de 2012, fue adquirido por los New Orleans Hornets mediante un acuerdo de firma y traspaso.
El 10 de julio de 2013, Lopez fue traspasado a los Portland Trail Blazers en un acuerdo de tres equipos, el cual involucro a los Sacramento Kings.
A principios del mes de julio de 2015, arregla con los New York Knicks por 4 años y $54 millones. 
El 23 de junio de 2016 es traspasado, junto a José Manuel Calderón y Jerian Grant a Chicago Bulls, a cambio de Derrick Rose y Justin Holiday.
Tras tres temporadas en Chicago, el 30 de junio de 2019 firma con Milwaukee Bucks, donde ya juega su hermano Brook.
Después de un año en Milwaukee, el 20 de noviembre de 2020, ficha con Washington Wizards.
El 3 de agosto de 2021, firma como agente libre con Orlando Magic por un año.
El 1 de julio de 2022 firma contrato con Cleveland Cavaliers por un año.
El 3 de julio de 2023 firma como agente libre con Milwaukee Bucks por un año, reuniéndose de nuevo con su hermano Brook. Pero el 8 de febrero de 2024 es traspasado a Sacramento Kings, siendo cortado ese mismo día.

## Estadísticas de su carrera en la NBA

### Temporada regular
| Año     | Equipo      | PJ  | PT  | MPP  | %TC  | %3P  | %TL   | RPP | APP | ROB | TPP | PPP  |
| ------- | ----------- | --- | --- | ---- | ---- | ---- | ----- | --- | --- | --- | --- | ---- |
| 2008-09 | Phoenix     | 60  | 7   | 10.2 | .518 | .000 | .691  | 2.0 | .1  | .2  | .7  | 3.2  |
| 2009-10 | Phoenix     | 51  | 31  | 19.3 | .588 | —    | .704  | 4.9 | .1  | .2  | 1.0 | 8.4  |
| 2010-11 | Phoenix     | 67  | 56  | 14.8 | .501 | —    | .740  | 3.2 | .1  | .3  | .7  | 6.4  |
| 2011-12 | Phoenix     | 64  | 0   | 14.0 | .461 | —    | .714  | 3.3 | .3  | .3  | .9  | 5.4  |
| 2012-13 | New Orleans | 82  | 82  | 26.0 | .534 | —    | .778  | 5.6 | .8  | .4  | 1.6 | 11.3 |
| 2013-14 | Portland    | 82  | 82  | 31.8 | .551 | .000 | .818  | 8.5 | .9  | .3  | 1.7 | 11.1 |
| 2014-15 | Portland    | 59  | 59  | 27.8 | .535 | .000 | .772  | 6.7 | .9  | .3  | 1.4 | 9.6  |
| 2015-16 | New York    | 82  | 82  | 27.1 | .539 | .000 | .795  | 7.3 | 1.4 | .2  | 1.6 | 10.3 |
| 2016-17 | Chicago     | 81  | 81  | 28.0 | .493 | .000 | .721  | 6.4 | 1.0 | .2  | 1.4 | 10.4 |
| 2017-18 | Chicago     | 64  | 64  | 26.4 | .530 | .286 | .756  | 4.5 | 1.9 | .2  | .8  | 11.8 |
| 2018-19 | Chicago     | 74  | 36  | 21.7 | .568 | .226 | .724  | 3.9 | 1.2 | .1  | 1.1 | 9.5  |
| 2019-20 | Milwaukee   | 66  | 5   | 14.5 | .492 | .333 | .528  | 2.4 | .7  | .2  | .7  | 5.4  |
| 2020-21 | Washington  | 71  | 9   | 19.1 | .633 | .278 | .723  | 3.8 | .8  | .2  | .6  | 9.0  |
| 2021-22 | Orlando     | 36  | 9   | 17.0 | .553 | .333 | .593  | 3.5 | 1.5 | .1  | .5  | 7.1  |
| 2022-23 | Cleveland   | 37  | 2   | 8.1  | .640 | .500 | .778  | 1.4 | .5  | .1  | .2  | 3.0  |
| 2023-24 | Milwaukee   | 16  | 2   | 4.0  | .368 | .250 | 1.000 | .3  | .3  | .1  | .2  | 1.1  |
| Total   | Total       | 992 | 607 | 21.1 | .537 | .297 | .743  | 4.7 | .8  | .2  | 1.1 | 8.4  |

### Playoffs
| Año   | Equipo     | PJ | PT | MPP  | %TC   | %3P | %TL   | RPP | APP | ROB | TPP | PPP  |
| ----- | ---------- | -- | -- | ---- | ----- | --- | ----- | --- | --- | --- | --- | ---- |
| 2010  | Phoenix    | 6  | 6  | 17.3 | .543  | —   | 1.000 | 4.0 | .0  | .3  | .2  | 7.8  |
| 2014  | Portland   | 11 | 11 | 33.4 | .489  | —   | .667  | 9.2 | .8  | .5  | 1.8 | 10.0 |
| 2015  | Portland   | 5  | 5  | 23.4 | .600  | —   | 1.000 | 4.4 | .6  | .2  | 1.0 | 5.2  |
| 2017  | Chicago    | 6  | 6  | 27.0 | .654  | —   | 1.000 | 7.2 | .8  | .5  | 1.0 | 12.7 |
| 2020  | Milwaukee  | 3  | 0  | 7.0  | .750  | —   | —     | 1.3 | .0  | .0  | .0  | 2.0  |
| 2021  | Washington | 5  | 0  | 14.6 | .720  | —   | .250  | 1.8 | .0  | .0  | .8  | 7.4  |
| 2023  | Cleveland  | 2  | 0  | 3.0  | 1.000 | —   | 1.000 | .5  | .0  | .0  | .0  | 4.0  |
| Total | Total      | 38 | 28 | 22.4 | .581  | —   | .776  | 5.4 | .4  | .3  | .9  | 8.2  |

## Vida personal
Robin es hijo de Heriberto Larrosa López, cubano, y de Deborah Ledford-Lopez, profesora de matemáticas estadounidense.
Robin tiene tres hermanos: Chris, Alex, y su hermano gemelo Brook, también jugador de la NBA y elegido en el mismo Draft de 2008, del que es menor por un minuto. Su hermano Alex, jugó al baloncesto universitario en Washington y Santa Clara, y profesionalmente en Japón, Nueva Zelanda y España.
Su abuelo, Bob Ledford, también jugó al baloncesto universitario en Colorado en los años 40, siendo elegido All-American.